# Frans Verbeeck
Frans Verbeeck (Leuven, 13 de junio de 1941), apodado por sus compañeros de ruta como "El Lechero", fue un ciclista de ruta belga, profesional desde 1963 hasta 1966 y desde 1968 hasta 1977, durante los cuales logró más de 160 victorias.
Fue uno de los ciclistas belgas más legendarios de la década de los 70, destacando en las clásicas, donde era un especialista y uno de los pocos corredores que disputó carreras a Eddy Merckx, catalogado como el mejor ciclista de todos los tiempos.

## Biografía
Nacido en Wilsele, un pequeño barrio del municipio de Leuven, en la Brabante Flamenca, el corazón de Bélgica, Frans Verbeeck demostró ser competitivo en sus primeros años como profesional. Había tenido una carrera modestamente exitosa hasta entonces con top 10 en carreras como Het Volk y París-Bruselas y un pequeño puñado de victorias, incluida la carrera B del Tour de Flandes (durante un tiempo, De Ronde tuvo 3 clases de carreras: la A eran los profesionales establecidos, los B eran para nuevos profesionales y los C eran corredores de pista). También obtuvo un 15.º puesto en la Vuelta a España de 1965, edición en la que consiguió varias posiciones de privilegio y rozó la victoria, quedando en segundo lugar en la cuarta y novena etapa, por detrás de Rik Van Looy y Carlos Echevarría, respectivamente.
Pero esos notables resultados no eran suficientes para vivir del ciclismo dignamente en aquella época. Sorprendentemente, en el otoño de 1966, tras la disputa de la Volta a Cataluña, el ciclista belga decidía dejar de competir y se volvía a Leuven, lugar donde su familia explotaba un negocio de reparto de leche a trabajar de camionero.

Sus famosas últimas palabras para el gerente de su equipo fueron «Nos vemos, pero nunca más en una carrera de bicicletas»

Pese a su retirada, su desvinculación de las carreras no duró mucho. A mediados del '67 regresó a las carreras como espectador y luego dirigió el modesto y pequeño equipo Goldor. Para mayo del '68 fue tentado por un pequeño equipo belga, el Okay Whisky – Diamant volviendo a la competición obteniendo unos decentes resultados en las pocas carreras en las que participó.
En los inviernos del '68 y '69 fue donde empezó la leyenda del entrenamiento de Frans Verbeeck. Cuando el belga hizo su regreso, la mayoría de los profesionales se tomaban un par de meses de descanso al final de una temporada para relajarse. Los mejores ciclistas competían en algunas carreras de seis días, pero tomándoselo con calma hasta el 1 de enero del año siguiente. Verbeeck se tomó dos semanas de descanso en octubre de 1969 y comenzó a entrenar el 1 de noviembre. Empezó a hacer entrenamientos de largo kilometraje y entrenamiento de potencia que él mismo inventó.

«Para volverme lo más fuerte que pude, decidí intentar subir una colina local en el bosque. Tenía 250 metros de largo y el camino estaba cubierto de arena. Usé una bicicleta de piñón fijo con una relación bastante alta, y la primera vez que lo intenté subí a la mitad antes de detenerme y caerme. La próxima vez que llegué a la cima, luego hice dos ascensos. Para el 31 de enero de 1970 podía subir 40 veces en una sesión de entrenamiento. Estaba listo»

Esta nueva devoción por el entrenamiento llevó su rendimiento en competición a un nuevo nivel, demostrando ser un corredor sólido en carreras de un día y obteniendo un total de 75 victorias en las siguientes 3 temporadas ( '70, '71 y '72).
Pero nada capaz de conquistarte de la forma en la que lo hizo aquella dantesca edición de De Ronde de 1969.
Eddy Merckx ganó aquella carrera. Tal como ganaba la mayor parte de las carreras en las que competía. Pero lo hizo de una forma memorable. Cogió la cabeza del pelotón cuando quedaban 160 kilómetros para la meta. Lo destrozó bajó la lluvia. Atacó en el «viejo» Kwaremont. Atacó en el Muur de Geraardsbergen. Y a falta de 70 kilómetros se fue en solitario. 33 ciclistas sobrevivieron a la masacre de «el Caníbal». Verbeeck fue uno de ellos. Llegó a meta a más de 8 minutos del ganador en un grupo donde viajaban, ateridos por el frío, Marino Basso, Franco Bitossi o Michele Dancelli y solo por detrás del mítico Felice Gimondi. Tuvo el pódium  a tiro.
Verbeeck volvió a  Gante al año siguiente, 1970. Y se volvió a quedar a un paso del pódium. Cruzó la meta a apenas 10 segundos de un terceto inolvidable que formaron Eric Leman, Walter Godefroot y Eddy Merckx. Frans Verbeeck ganó la Het Volk, en 1970. Y la Amstel Gold Race, en 1971. Pero su obsesión era De Ronde. Y su sueño batir a Eddy Merckx en la disputa de un Monumento. No lo consiguió en 1971. Lo logró batir en 1972, pero en el sprint del grupo de grandes favoritos que se presentó en Meerbeke, en aquella edición de la carrera se lo llevó, de nuevo, Eric Leman, por delante de Andre Dierickx. Frans Verbeeck fue tercero. Eddy Merckx fue 7.º
Y «el Caníbal» le arrebató, por apenas dos centímetros, la victoria en la Lieja – Bastoña – Lieja de 1973 en un año donde se convertiría en una auténtica pesadilla para «el Lechero»: lo batió en el sprint de la Gante-Wevelgem; lo superó, con claridad, en la Amstel Gold Race; y le arrebató el segundo puesto en la Flecha Valona, que se había apuntado Andre Dierickx.
Frans no se rindió. Volvió a Flandes en 1974 y peleó, otra vez, por la victoria con Merckx. Y lo superó. Pero, esta vez, fue Cees Baal el que se hizo con la victoria en una carrera que Verbeeck ansiaba y que, una y otra vez, se le resistía. Su victoria en la Flecha Valona, quizá su último gran triunfo, no era suficiente para colmar sus ansias de gloria en la gran carrera de su tierra…
En 1975 Frans Verbeeck volvía al Tour de Flandes en el mejor estado de forma de su vida. Ganador en Harelbeke y 3.º en el, entonces, importantísimo (y dificilísimo) Tour de Bélgica se enfrentaba a un Eddy Merckx que, asimismo, estaba arrasando en la temporada de Clásicas con triunfos en la Milán-San Remo o en la Amstel Gold Race.
Tal como todos vaticinaban «el Caníbal» intentó romper la carrera a más de 100 kilómetros de meta cuando el pelotón transitaba el «viejo» Kwaremont. Solo Verbeeck siguió aquel día al maillot arco iris. Colaboró con «el Caníbal» y, entre ambos, abrieron una brecha con el pelotón que, a apenas 10 kilómetros para meta, era de más de 5 minutos. Pero su rival era Eddy Merckx. Cualquier otro en el mundo hubiera cedido ante el empeño del desgarbado «lechero» pero Merckx era Merckx. Y lo soltó, cruelmente, con apenas 6 kilómetros por recorrer. Verbeeck fue segundo en aquel Tour de Flandes de 1975. El tercer clasificado aquel día, Marc DeMeyer llegó a meta más de 4 minutos y medio detrás del flamenco.
Verbeeck volvió a De Ronde en 1976 y 1977, sus últimos años como profesional. Y aunque volvió a entrar entre los diez mejores de la carrera no estuvo cerca de la victoria que había perseguido toda su carrera profesional. El ciclismo es, a veces, así de injusto. Un corredor con 179 victorias (algunas tan grandes como la Het Volk, la Amstel Gold Race, la E3-Harelbeke o la Flecha Valona)  y 110 segundos puestos (uno de los ciclistas que más ocupó esta posición en toda la historia) Verbeeck será recordado como el hombre enamorado del Tour de Flandes que nunca pudo ganar «su carrera»…
Un año después de retirarse del ciclismo se convirtió en un hombre de negocios fundando Vermarc Sport, una marca de ropa del ciclismo provee a varios equipos profesionales.

## Palmarés
| 1969 - Grand Prix Jef Scherens 1970 - Omloop Het Volk - Tour de l'Oise - Grand Prix Jef Scherens - Flèche Hesbignonne 1971 - Amstel Gold Race - Grand Prix Jef Scherens - Gran Premio de Mónaco - Gran Premio de Cannes - Gran Premio de Antibes 1972 - Omloop Het Volk - Tour de Haut-Var - Niza-Seillans - Gran Premio de Mónaco 1973 - Campeonato de Bélgica de ciclismo en ruta - Circuito de las Ardenas Flamencas– Ichtegem - Victoria de etapa en la Tirreno-Adriático | 1974 - Flecha Valona - G.P. de Wallonie - Tour de Condroz - Tour de Limburgo 1975 - Tour de Luxemburgo - E3-Prijs Harelbeke 1976 - Tour de Luxemburgo - Tour de Haut-Var - Grand Prix Jef Scherens - Scheldeprijs Vlaanderen - Gran Premio de Mónaco - Gran Premio de Antibes 1977 - Flecha Brabançona - Druivenkoers Overijse - 1.º en el Premio de Heist-op-den-Berg |

## Resultados
Durante su carrera deportiva ha conseguido los siguientes puestos en Grandes Vueltas y carreras de un día:

### Grandes Vueltas
| Carrera | Carrera         | 1963 | 1964 | 1965 | 1966 | 1967 | 1968 | 1969 | 1970 | 1971 | 1972 | 1973 | 1974 | 1975 | 1976 | 1977 |
| ------- | --------------- | ---- | ---- | ---- | ---- | ---- | ---- | ---- | ---- | ---- | ---- | ---- | ---- | ---- | ---- | ---- |
|         | Giro de Italia  | —    | —    | —    | —    | —    | —    | —    | —    | —    | —    | —    | —    | —    | —    | —    |
|         | Tour de Francia | —    | Ab.  | —    | —    | —    | —    | —    | —    | —    | 16.º | Ab.  | —    | —    | —    | —    |
|         | Vuelta a España | —    | —    | 15.º | —    | —    | —    | —    | —    | —    | —    | —    | —    | —    | —    | —    |

### Clásicas, Campeonatos y JJ. OO.
| Carrera                  | Carrera                  | 1963 | 1964 | 1965 | 1966 | 1967 | 1968 | 1969 | 1970 | 1971 | 1972 | 1973 | 1974 | 1975 | 1976 | 1977 |
| ------------------------ | ------------------------ | ---- | ---- | ---- | ---- | ---- | ---- | ---- | ---- | ---- | ---- | ---- | ---- | ---- | ---- | ---- |
| Omloop Het Nieuwsblad    | Omloop Het Nieuwsblad    | —    | 23.º | 13.º | 7.º  | —    | —    | 10.º | 1.º  | —    | 1.º  | 9.º  | 4.º  | 5.º  | 8.º  | 18.º |
| Kuurne-Bruselas-Kuurne   | Kuurne-Bruselas-Kuurne   | —    | —    | —    | —    | —    | —    | —    | —    | 3.º  | —    | —    | —    | —    | —    | —    |
|                          | Milan San Remo           | —    | —    | —    | 56.º | —    | —    | —    | 9.º  | 11.º | 4.º  | 6.º  | 8.º  | 12.º | —    | 15.º |
| A Través de Flandes      | A Través de Flandes      | —    | 6.º  | —    | 21.º | —    | —    | —    | 3.º  | X    | —    | —    | —    | —    | —    | —    |
| E3 Harelbeke             | E3 Harelbeke             | —    | —    | —    | —    | —    | —    | —    | 14.º | 6.º  | 5.º  | 13.º | 3.º  | 1.º  | —    | 15.º |
| Gante-Wevelgem           | Gante-Wevelgem           | —    | —    | 23.º | 16.º | —    | —    | 24.º | —    | 10.º | 5.º  | 3.º  | 9.º  | 2.º  | 3.º  | 15.º |
|                          | Tour de Flandes          | —    | —    | —    | 19.º | —    | —    | 8.º  | 4.º  | 16.º | 3.º  | 7.º  | 2.º  | 2.º  | 9.º  | 6.º  |
| Scheldeprijs             | Scheldeprijs             | —    | —    | —    | —    | —    | —    | —    | —    | 6.º  | —    | —    | 6.º  | 5.º  | 1.º  | —    |
|                          | París-Roubaix            | —    | 15.º | 26.º | —    | —    | —    | —    | 6.º  | 14.º | —    | 6.º  | —    | —    | 10.º | —    |
| Flecha Brabanzona        | Flecha Brabanzona        | —    | 22.º | 13.º | —    | —    | —    | 13.º | —    | —    | —    | 5.º  | 2.º  | 6.º  | 3.º  | 1.º  |
| Amstel Gold Race         | Amstel Gold Race         | —    | —    | —    | —    | —    | 24.º | —    | 6.º  | 1.º  | 7.º  | 2.º  | —    | —    | 9.º  | —    |
| Flecha Valona            | Flecha Valona            | —    | —    | —    | —    | —    | —    | 14.º | 6.º  | 2.º  | —    | 3.º  | 1.º  | 2.º  | 2.º  | 6.º  |
|                          | Lieja-Bastoña-Lieja      | —    | 27.º | —    | —    | —    | —    | 8.º  | 2.º  | 3.º  | —    | 2.º  | 10.º | 4.º  | 3.º  | 7.º  |
| Gran Premio de Fráncfort | Gran Premio de Fráncfort | —    | 10.º | 2.º  | —    | —    | —    | —    | 4.º  | 13.º | —    | 10.º | 3.º  | 2.º  | 2.º  | 3.º  |
| Campeonato de Zúrich     | Campeonato de Zúrich     | —    | —    | —    | —    | —    | —    | —    | —    | —    | —    | —    | 3.º  | 4.º  | 9.º  | 6.º  |
| París-Tours              | París-Tours              | —    | —    | —    | —    | —    | —    | 2.º  | 6.º  | 7.º  | 12.º | 3.º  | 6.º  | 4.º  | 31.º | —    |
|                          | Giro de Lombardía        | —    | 36.º | —    | —    | —    | —    | —    | 13.º | 3.º  | 4.º  | 8.º  | 5.º  | —    | 7.º  | —    |
| Mundial en Ruta          | Mundial en Ruta          | —    | —    | —    | —    | —    | —    | —    | 8.º  | 8.º  | 8.º  | Ab.  | Ab.  | 13.º | 14.º | —    |
| Bélgica en Ruta          | Bélgica en Ruta          | —    | 19.º | 31.º | —    | —    | —    | 8.º  | 4.º  | 6.º  | —    | 1.º  | 6.º  | 6.º  | 8.º  | —    |

—: No participa

Ab.: Abandona

X: Ediciones no celebradas